# Natural Born Chaos
 (avril 2020).
Albums de Soilwork
A Predator's Portrait
(2001) Figure Number Five
(2003)
Natural Born Chaos est le quatrième album studio du groupe de metalcore et death metal mélodique suédois Soilwork, sorti en mars 2002 sur le label Nuclear Blast.
Il s'agit du premier album avec le claviériste actuel Sven Karlsson.
C'est également la première édition du groupe à inclure des éléments tels que le metal alternatif, un style qui deviendra plus évident dans la prochaine parution du groupe, Figure Number Five.

## Liste des titres
Toutes les chansons sont écrites et composées par Björn « Speed » Strid, sauf Soilworker's Song of the Damned écrit par Strid et Jens Broman..
| 1.    | Follow the Hollow               | 4:03 |
| 2.    | As We Speak                     | 3:43 |
| 3.    | The Flameout                    | 4:18 |
| 4.    | Natural Born Chaos              | 4:08 |
| 5.    | Mindfields                      | 3:29 |
| 6.    | The Bringer                     | 4:44 |
| 7.    | Black Star Deceiver             | 4:42 |
| 8.    | Mercury Shadow                  | 3:49 |
| 9.    | No More Angels                  | 4:02 |
| 10.   | Soilworker's Song of the Damned | 5:02 |
| 41:59 |                                 |      |

| Titre bonus, édition japonaise (Soundholic, 3 avril 2002) | Titre bonus, édition japonaise (Soundholic, 3 avril 2002) | Titre bonus, édition japonaise (Soundholic, 3 avril 2002) | Titre bonus, édition japonaise (Soundholic, 3 avril 2002) | Titre bonus, édition japonaise (Soundholic, 3 avril 2002) | Titre bonus, édition japonaise (Soundholic, 3 avril 2002) | Titre bonus, édition japonaise (Soundholic, 3 avril 2002) | Titre bonus, édition japonaise (Soundholic, 3 avril 2002) | Titre bonus, édition japonaise (Soundholic, 3 avril 2002) | Titre bonus, édition japonaise (Soundholic, 3 avril 2002) |
| No                                                        | Titre                                                     | Durée                                                     |                                                           |                                                           |                                                           |                                                           |                                                           |                                                           |                                                           |
| --------------------------------------------------------- | --------------------------------------------------------- | --------------------------------------------------------- | --------------------------------------------------------- | --------------------------------------------------------- | --------------------------------------------------------- | --------------------------------------------------------- | --------------------------------------------------------- | --------------------------------------------------------- | --------------------------------------------------------- |
| 11.                                                       | Kvicksilver                                               | 3:48                                                      |                                                           |                                                           |                                                           |                                                           |                                                           |                                                           |                                                           |
| 45:55                                                     |                                                           |                                                           |                                                           |                                                           |                                                           |                                                           |                                                           |                                                           |                                                           |

## Membres du groupe
- Björn « Speed » Strid : chant
- Ola Flink : basse
- Henry Ranta : batterie
- Ola Frenning, Peter Wichers : guitares
- Sven Karlsson : claviers